# Syntrechalea napoensis
Syntrechalea napoensis là một loài nhện trong họ Trechaleidae.
Loài này thuộc chi Syntrechalea. Syntrechalea napoensis được miêu tả năm 2008 bởi Carico.